# Mount Tricouni
Mount Tricouni ist ein markanter und 1630 m hoher Berg im ostantarktischen Viktorialand. Er ragt steil 3 km nördlich des Hobnail Peak an der Ostflanke des Skelton-Gletschers auf.
Kartiert und benannt wurde er 1957 von der neuseeländischen Mannschaft der Commonwealth Trans-Antarctic Expedition (1955–1958). Namensgebend ist seine Ähnlichkeit mit einem Tricouni-Beschlag an den Sohlen von Bergstiefeln.